# Framnæs Mekaniske Værksted

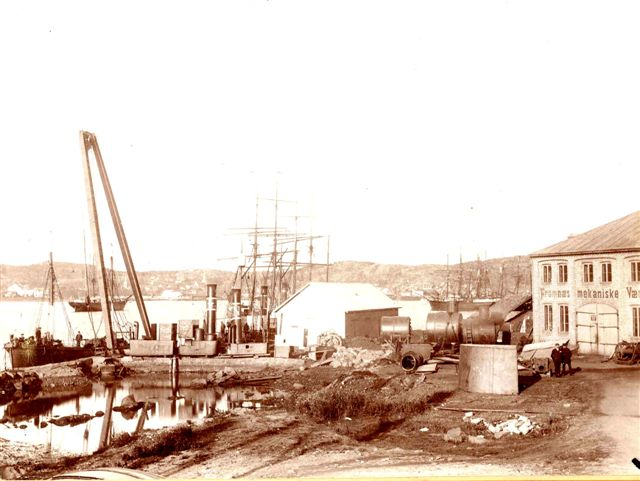
Framnæs mekaniske Værksted.

Framnæs Mekaniske Værksted (« atelier mécanique de Framnæs ») est une entreprise norvégienne de construction navale et d'ingénierie dont le siège était à Sandefjord, dans le comté de Vestfold, en Norvège.
À l'origine fortement liée à l'industrie baleinière, le chantier naval s'est ouvert par la suite dans la construction navale plus polyvalente, y compris des plates-formes et des modules pour l'activité offshore.
Elle a été fondée en 1898 et fermée en 1986.
Parmi les navires construits dans ce chantier naval se trouve le Jason (en), l'Endurance (expédition Endurance), le Viking ou encore le Christian Radich.